# Hadancourt-le-Haut-Clocher
Hadancourt-le-Haut-Clocher – miejscowość i gmina we Francji, w regionie Hauts-de-France, w departamencie Oise.
Według danych na rok 1990 gminę zamieszkiwały 304 osoby, a gęstość zaludnienia wynosiła 35 osób/km² (wśród 2293 gmin Pikardii Hadancourt-le-Haut-Clocher plasuje się na 696. miejscu pod względem liczby ludności, natomiast pod względem powierzchni na miejscu 554.).